# Raión de Geníchesk
Raión de Geníchesk (en ucraniano: Генічеський район) es un raión o distrito de Ucrania en el óblast de Jersón.
Comprende una superficie de 7120 km².
La capital es la ciudad de Geníchesk.

## Demografía
Según estimación 2010 contaba con una población total de 61 879 habitantes.

## Otros datos
El código KATOTTG es UA65040000000088940, el código KOATUU fue 6522100000. El código postal 75500 y el prefijo telefónico +380 5534.